# 姫山
姫山（ひめやま）は、山口県山口市平井にある山。標高 199 m 。

## 概要
山口市街地のほど近くに位置する。山の中腹あたりに小さな神社があり、大内問田1丁目の登山口には鳥居と参道がある。山頂付近の反射板は、テレビ山口の送信用である。北麓には椹野川と仁保川の合流点があり、東麓ではさらに問田川が仁保川に合流する。登山道も整備されている。
椹野川を挟んで対岸をJR山口線が東西に通る。東側の谷地形を切り開いた住宅団地「姫山団地」があり、住居表示として山口市大内姫山台が所在。

## 伝承
「姫山伝説」と呼ばれる、以下のような民間伝承が残る（ただし、文献により複数の類似した逸話があり、真偽は定かではないという）。
その昔、殿様が山口城下の美女に恋慕をよせ、殿中に捕らえようとしたが、美女は殿様の邪意を受け入れなかったため、激怒した殿様は美女を縛って城の井戸に釣り下げ蛇責めにした。美女は自らの美しく生まれた身のつらさを、二度と後々の女性にさせぬため『この山の上から見えるかぎりの土地では、永久に容姿端麗の女性は生まれぬように』と悲しみ悶え死んだ。